# 송계당
송계당은 대한민국 대구광역시 북구 서변동에 있다.

## 개요
고려말 두문동 72현의 한분인 송은 구홍의 절의와 임진왜란때 전공을 세운 계암 구회신의 충의를 기리기 위해 건립되었다.